# Graphis tenuirima
Graphis tenuirima är en lavart som först beskrevs av Shirley, och fick sitt nu gällande namn av A. W. Archer. Graphis tenuirima ingår i släktet Graphis och familjen Graphidaceae.   Inga underarter finns listade i Catalogue of Life.